# Kácov
Kácov település Csehországban, a Kutná Hora-i járásban. Kácov Petrovice II, Trhový Štěpánov, Tichonice, Chabeřice, Čestín, Zbizuby és Řendějov településekkel határos. Lakosainak száma 794 fő (2024. január 1.).

## Népesség
A település lakosságának változását az alábbi diagram mutatja:
| Lakosok száma | 1442 | 1416 | 1320 | 1281 | 990  | 779  | 780  | 812  | 796  | 794  |
|               | 1869 | 1900 | 1921 | 1961 | 1980 | 2011 | 2016 | 2019 | 2021 | 2024 |